# Iglesia de San Gil Abad (Zaragoza)
La iglesia de San Gil es un templo religioso bajo la advocación de San Gil Abad. Sito en la calle de Jaime I, n.º 15 de Zaragoza (Aragón, España) es un templo parroquial católico construido en el siglo XIV en estilo mudéjar con posteriores reformas barrocas realizadas en el siglo XVIII.
Es uno de los Monumentos del Patrimonio Histórico de España, declarado B.I.C. en el año 1967. Pero es una de las torres mudéjares de Zaragoza que no es Patrimonio de la Humanidad declarado por la Unesco.

## Historia
Tras la conquista en 1118 de Zaragoza por las tropas cristianas lideradas por Alfonso el Batallador la ciudad se convierte en la capital del Reino de Aragón. Se construyó entonces un templo de estilo románico sobre una antigua calzada romana que, a mediados del siglo XIV, fue destruido para levantar sobre las ruinas la iglesia de estilo mudéjar. Posteriormente, sufrió una reforma barroca en el siglo XVIII.

## Descripción
La planta sigue respondiendo al tipo gótico-mudéjar de iglesia de una nave con dos ábsides poligonales en la cabecera y en los pies, con capillas entre los contrafuertes. Los pies y la cabecera fueron en origen, planos. Y con torre de planta cuadrada.
Torre
La torre, de estilo mudéjar, de un solo cuerpo, levantada en ladrillo como el resto de la construcción. Dispone de un remate en terraza y decorada con arcos entrecruzados y rombos de ladrillo, documentada ya en 1358. 
Combina su planta cuadrada de los pisos inferiores con la planta rectangular de los superiores, abriéndose en los dos últimos cuerpos los vanos para las campanas.
Exterior

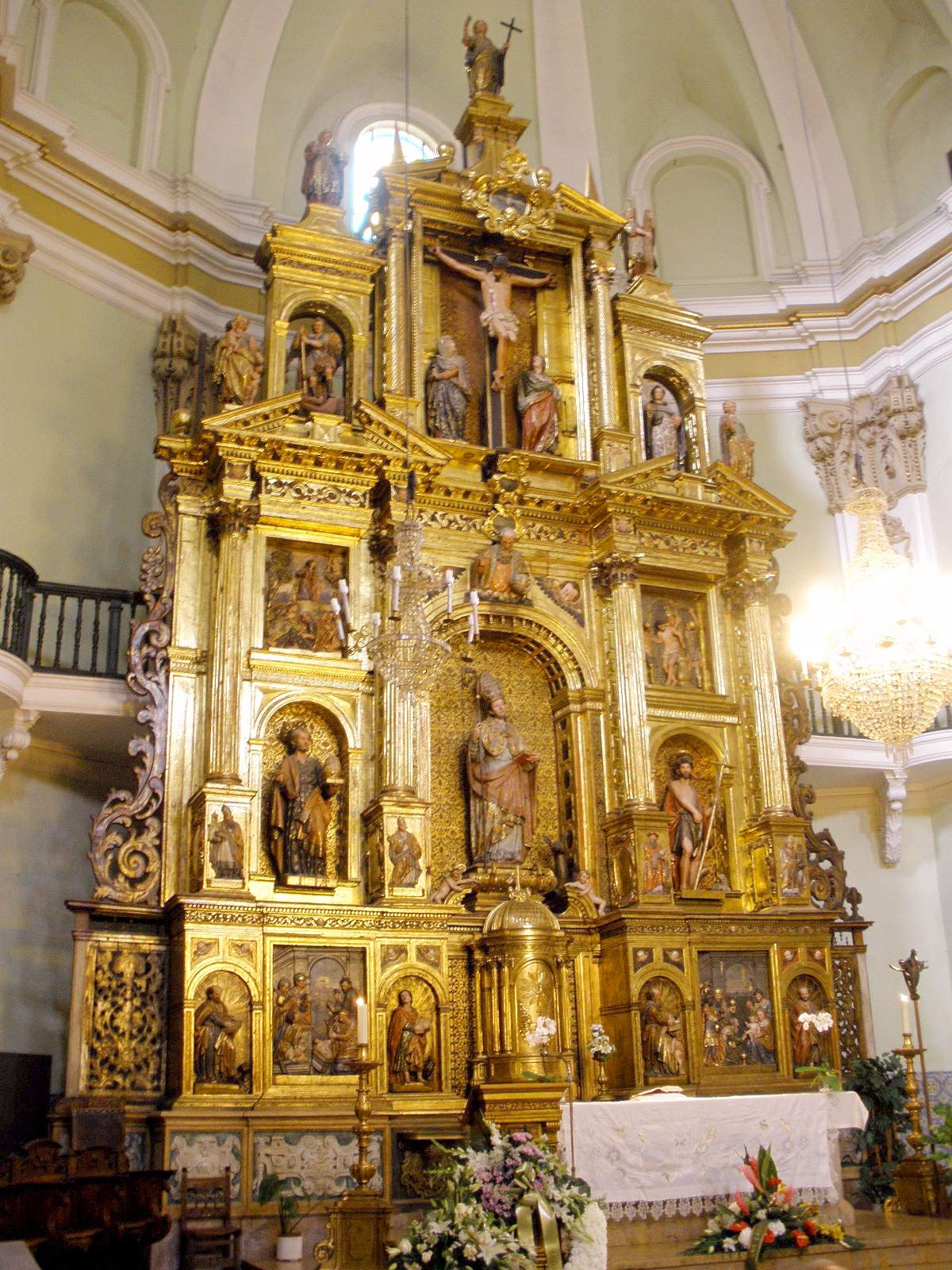
Retablo Mayor

La portada principal, que fue construida en 1640 y es de estilo barroco, enmarca una puerta en arco de medio punto a cuyos lados se hallan pilastras.
Interior
El interior corresponde a la reforma barroca llevada a cabo entre 1719 y 1725, que dio un aspecto distinto al interior, cuando se cambió la portada principal y por ello se cambió la orientación del templo para dar la nueva entrada, en la que rehízo el ábside con planta poligonal y el cuerpo de los pies, se construyó la nueva cubierta con bóvedas de cañón con lunetos y fue decorado todo el conjunto con yeserías barrocas, cubriendo la anterior nave medieval de bóveda de crucería y tres tramos.
El retablo mayor, contratado en 1628, y dedicado a San Gil Abad, es destacado por la vistosidad y las figuras de los dos penitentes y anacoretas, que se encuentran a ambos lados de la nave, en las pilastras que separan las capillas.
La sacristía fue construida entre 1776 y 1779, decorada la bóveda con un fresco de Ramón Bayeu y en los muros siete pinturas sobre lienzo, de fray Manuel Bayeu.